# 李思誠
李思誠（1560年3月15日—1630年10月22日），字次卿，號碧澥，直隸興化（今江苏興化）人，明朝政治人物，萬曆戊戌進士，天啟末官至禮部尚書。

## 生平
萬曆十六年（1588年）中戊子科順天鄉試一百一十七名舉人。萬曆二十六年（1598年）登戊戌科進士。改庶吉士，二十八年八月授翰林院編修。三十一年管起居注，次年复补原职，次年养病。
萬曆四十年（1612年）四月擔任福建水利道副使。萬曆四十三年（1615年）升任福建參政，四十四年調浙江參政。萬曆四十六年（1618年）冬升任江西按察使，四十八年升浙江右布政使。
天啟二年（1622年）七月升任南京太僕寺卿，三年升太常寺卿，管南京國子監祭酒事。天啟五年（1625年）三月充实录副总裁，四月升任禮部右侍郎兼翰林院侍读学士，协理詹事府事，八月充经筵讲官，晋署部事左侍郎兼翰林院侍讀學士。天啟六年（1626年）正月升禮部尚書兼翰林院学士，十月以皇極殿完工加恩，加太子太保，十二月被削职为民，追夺诰命。崇禎二年（1629年）因曾赞颂魏忠贤而閒住。

## 著作
著有《真嬾齋集》等。

## 家庭及關聯
曾祖父李鏜，以子封吏部尚書中極殿大學士。祖父李春芳，嘉靖丁未狀元、少保吏部尚書中極殿大學士。父李茂材，官尚寶司丞。